# Ochropleura subplumbea
Ochropleura subplumbea är en fjärilsart som beskrevs av Otto Staudinger 1895. Ochropleura subplumbea ingår i släktet Ochropleura och familjen nattflyn. Inga underarter finns listade i Catalogue of Life.